# Dragon lady

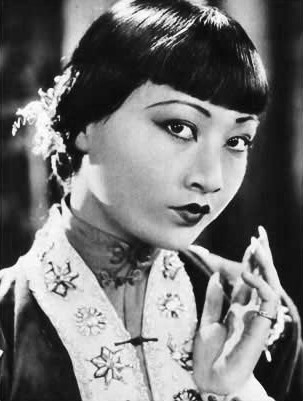
L'actriu Anna May Wong

Dragon lady (en català, dama drac) és un estereotip, especialment prevalent als Estats Units, que caracteritza les dones de l'Àsia oriental, del sud d'Àsia i/o del sud-est asiàtic com a fortes, enganyoses, dominants, misterioses i, sovint, sexualment atractives. El terme prové de la dolenta de la tira còmica Terry and the Pirates, i des de llavors, s'ha aplicat a dones poderoses de certes regions de l'Àsia, així com a diverses actrius de cinema asiàtiques i asiàtiques americanes. L'estereotip ha generat una gran quantitat de literatura sociològica. El terme dragon lady de vegades s'aplica, de manera anacrònica, a persones que van viure abans que el terme es convertís en part de l'argot estatunidenc a la dècada de 1930.

## Rerefons

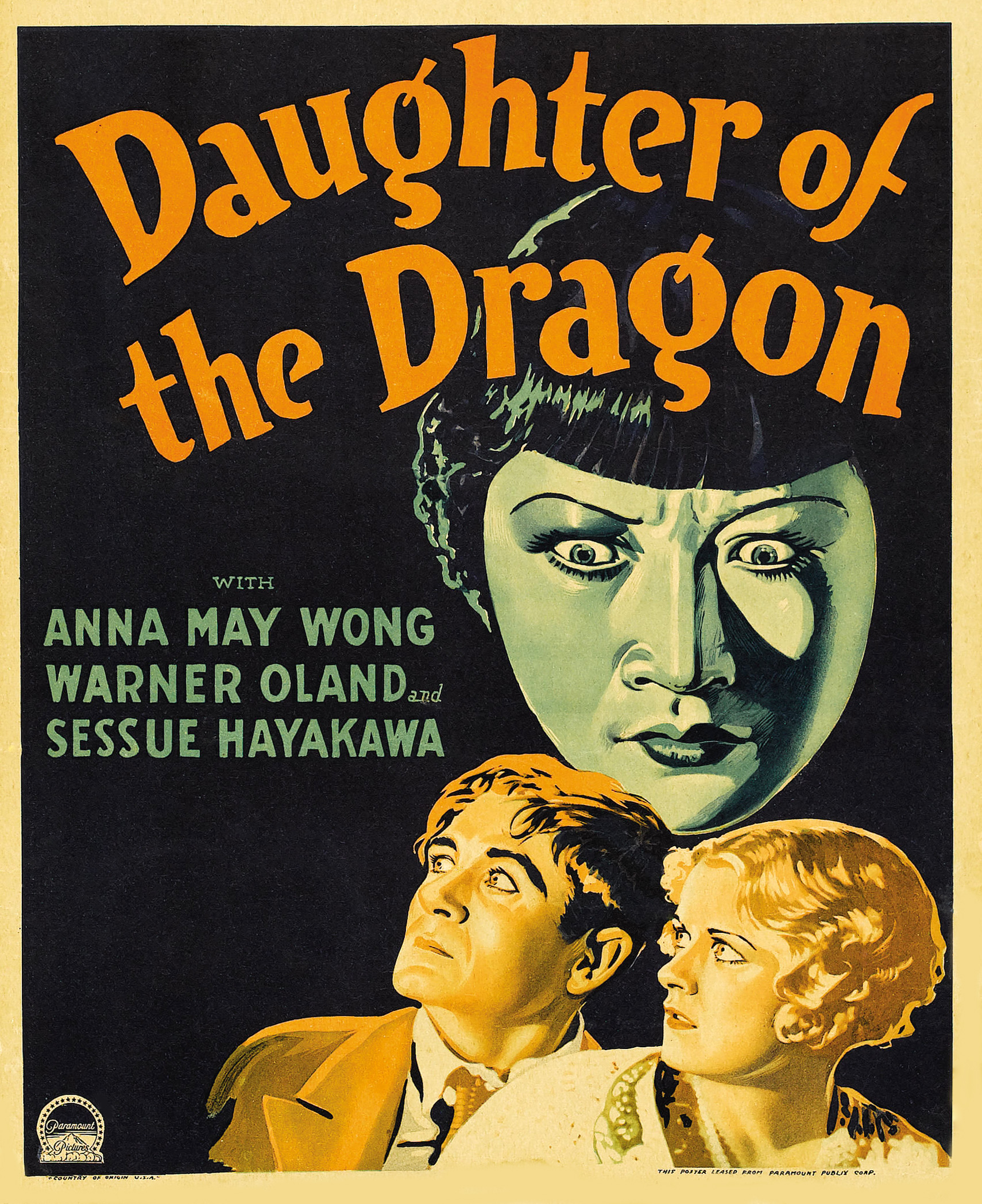
Anna May Wong com la filla de Fu Manchu a Daughter of the Dragon (1931)

Tot i que fonts com l'Oxford English Dictionary enumeren els usos de "drac" i fins i tot de "dragonessa" dels segles XVIII i XIX per indicar una dona ferotge i agressiva, no sembla que hi hagi cap ús en anglès de dragon lady abans de la seva introducció per Milton Caniff a la seva tira còmica Terry and the Pirates. El personatge va aparèixer per primera vegada el 16 de desembre de 1934, i la denominació "Dragon Lady" es va utilitzar per primera vegada el 6 de gener de 1935. El terme no apareix a la ficció anterior de " Yellow Peril " com la sèrie Fu Manchu de Sax Rohmer o a les obres de Matthew Phipps Shiel com The Yellow Danger (1898) o The Dragon (1913). Tanmateix, es creu que una pel·lícula de 1931 basada en The Daughter of Fu Manchu de Rohmer, titulada Daughter of the Dragon, va ser en part la inspiració del nom de dibuixos animats de Caniff. L'actriu Anna May Wong interpreta la princesa Ling Moy, una versió de la filla de Fu Manchu, Fah Lo Suee.

## La llei Page de 1875
La llei Page (en anglès, Page Act) de 1875 va limitar el nombre de dones xineses autoritzades a emigrar als Estats Units, ja que es creia que les dones xineses portaven la prostitució, prohibint que les dones de la Xina, el Japó o qualsevol altre origen asiàtic poguessin entrar als EUA. Això formava part del moviment antixinès. Més tard es va convertir en la Llei d'exclusió xinesa, la qual impedí que els treballadors xinesos entressin als EUA des de 1882 fins que va ser derogada el 1943. La llei Page tenia la intenció de controlar la població xinesa nord-americana. Segons la historiadora del cinema Celine Parrenas Shimizu, a principis del segle XX la majoria de les dones xineses dels Estats Units eren tractades com a prostitutes i aquest concepte es va estendre i reforçar a través dels mitjans de comunicació nord-americans, utilitzant la imatge promiscua de la dragon lady com una forma de denigrar les dones asiàtiques-americanes: eren objectes sexuals per ser explotats però no prou bones per a ser estatunidenques.

## Terry and the Pirates
Terry and the Pirates (en català, Terry i els Pirates) va ser una tira còmica d'acció i aventura creada pel dibuixant Milton Caniff. Joseph Patterson, editor del Chicago Tribune New York Daily News Syndicate, va contractar Caniff per crear la nova tira, donant-li la idea d'ambientar-la a l'Orient. Un perfil de Caniff in Time explica l'episodi:
| «                 | Patterson... va preguntar: "Alguna vegada has fet res de l'Orient?" Caniff no ho havia fet. "Saps?", va reflexionar Joe Patterson, "l'aventura podria passar allà. Podria haver-hi una bella dama pirata, d'aquelles que enamoren als homes". En pocs dies Caniff va tornar amb mostres i 50 títols proposats; Patterson va encerclar Terry i va gargotejar al seu costat i els Pirates. | » |
| — Caniff in Time, | |   |

El biògraf de Caniff, RC Harvey, suggereix que Patterson havia estat llegint sobre dones pirates en un dels dos llibres (o tots dos) publicats poc temps abans: I Sailed with Chinese Pirates d'Aleko Lilius i Vampires of the Chinese Coast de Bok. (pseudònim d'un autor desconegut). Les dones pirates al mar de la Xina Meridional figuren als dos llibres, especialment el de Lilius, una part del qual està dedicada a la misteriosa i real "reina dels pirates" (frase de Lilius), anomenada Lai Choi San (xinès: 來財山). Caniff es va apropiar del nom xinès, Lai Choi San, com el "nom real" de la seva dragon lady, fet que va portar tant a Lilius com a Bok a protestar. Patterson va assenyalar que ambdós llibres afirmaven que no eren de ficció i que el nom pertanyia a una persona real; així, ni el fet d'una dona pirata ni el seu nom podien tenir drets d'autor.

## Ús del terme
Des de la dècada de 1930, quan aparegué el concepte dragon lady en el món anglosaxó, el terme s'ha aplicat innombrables vegades a dones poderoses de l'est, sud-est i sud d'Àsia, com Soong Mei-ling, també coneguda com Madame Chiang Kai-shek, Madame Nhu del Vietnam, Devika Rani de l'Índia i a un gran nombre d'actrius de cinema asiàtiques o asiàtiques americanes. Aquest estereotip, com és el cas d'altres caricatures racials, ha generat una gran quantitat de literatura sociològica.

Avui en dia, el terme dragon lady sol aplicar-se de manera anacrònica per referir-se a persones que van viure abans que el terme es convertís en part de l'argot estatunidenc a la dècada de 1930. Per exemple, podem trobar el terme en treballs recents sobre l'emperadriu vídua Cixi (emperadriu vídua Tzu-hsi; xinès: 慈禧太后), que visqué a principis del segle xx, o referències a l'actriu xinesa estatunidenca Anna May Wong que va començar la seva carrera als anys 20 i principis dels 30 fent papers de dragon lady. En ambdós casos, altres articles escrits a principis del segle XX sobre l'emperadriu vídua o crítiques de les primeres pel·lícules de Wong no utilitzaven el terme dragon lady. Sí que es feren servir altres qualificatius, com quan un articulista es referí a l'emperadriu vídua com "una petita dama Bismarck". L'ús anacrònic actual del terme en aquests casos pot portar el lector modern a suposar que es feia servir abans del que sembla ser el cas. Anna May Wong va ser l'actriu que en més ocasions va representar el paper de dragon lady al cinema americà, començant amb la pel·lícula Daughter of the Dragon, que es va estrenar el 1931. El gest de Xangai de 1941 de Josef von Sternberg conté una actuació d'Ona Munson com a 'Mother' Gin Sling, la propietària d'una casa de joc. Les actrius contemporànies com Michelle Yeoh a Tomorrow Never Dies poden veure's limitades per l'estereotip fins i tot quan interpreten personatges destacats. Aquestes actrius van retratar personatges les accions dels quals són més masculines, sexualment promiscues i violentes. Lucy Liu, en els seus papers a Charlie's Angels, Kill Bill i Payback, esdevé un bon exemple de l'ús a Hollywood de la imatge d'aquest estereotip en el segle XXI.

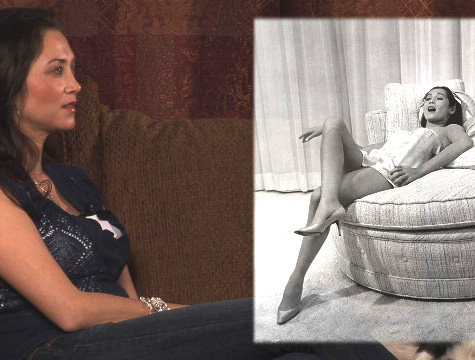
Vestuari de Nancy Kwan a Flower Drum Song

Altres pel·lícules americanes en què les dones asiàtiques són hipersexualitzades inclouen The Thief of Bagdad, The Good Woman of Bangkok i 101 Asian Debutantes, on les dones asiàtiques són retratades com a prostitutes. Miss Saigon és un musical nord-americà inspirat en l'òpera Madama Butterfly que també exemplifica aquest fet.

## Vestuari de Hollywood
Els personatges dragon lady es defineixen visualment pel seu èmfasi en l'"alteritat" i la promiscuïtat sexual. N'és un exemple la versió sexualitzada del cheongsam amb la que, sovint, se les vesteix. Un exemple d'això és el personatge de Nancy Kwan a El món de Susie Wong, el cheongsam de la qual li accentua els malucs i els pits.